# Міжнародний кримінальний трибунал для Російської Федерації
Спеціальний трибунал за злочин агресії проти України (фр. Tribunal spécial pour le crime d'agression contre l’Ukraine) — спеціальний (ad hoc) міжнародний кримінальний трибунал, спрямований на судовий розгляд та судове переслідування міжнародного злочину вищих російських і білоруських лідерів за злочин агресії, які відповідальні за російське вторгнення в Україну, створений 25 червня 2025 року.
Злочин агресії — злочин вищого політичного та військового керівництв держави-агресорки, які приймали рішення щодо агресії, визначений в міжнародному праві, є одним із трьох тяжких міжнародних злочинів поряд із злочином проти людства та воєнним злочином.
Міжнародний кримінальний суд (МКС) має повноваження та розслідує в Україні злочини проти людяності та воєнні злочини РФ, проте злочин агресії МКС розслідує, якщо згода на обов'язковість для держави про свою відповідальність за агресію підтверджена договором. Оскільки Україна до 2025р. не була учасником Римського статуту (угоди між учасниками МКС), а Російська Федерація відмовилася від участі у Міжнародному кримінальному суді у 2016 році, спеціальний трибунал має мати повноваження на судове переслідування та бути вільним щодо імунітету держави або імунітету глав держав, урядовців через міжнародні злочини, скоєні в Україні, та має заповнити будь-які прогалини з боку МКС у юридичній відповідальності винних в агресії.
Міжнародний центр з розслідування злочинів агресії проти України (англ. International Centre for the Prosecution of the Crime of Aggression against Ukraine (ICPA)) є першим кроком у процесі, що спрямований на збереження доказів і підготовку справ до майбутніх судових розглядів, чи в національних судах, Спеціальному трибуналі чи Міжнародному кримінальному суді для злочинів, які підпадають під його юрисдикцію.
Зусилля створення спеціального трибуналу підтримують 44 держави і 4 міжнародних організації (ПАРЄ, ЄП, ПА НАТО, ПА ОБСЄ) на квітень 2024 року.

## Історія
Трибунал був запропонований Радою Європи з мандатом на «розслідування та судове переслідування злочину агресії», вчиненого «політичним і військовим керівництвом Російської Федерації». Згідно з пропозицією Ради Європи, трибунал повинен бути розташований у Страсбурзі, «застосовувати визначення злочину агресії», встановлене в міжнародному звичаєвому праві, і «мати повноваження видавати міжнародні ордери на арешт і не бути обмеженим державним імунітетом або імунітетом глав держав і урядів та інших державних посадових осіб». Уряд України також закликав створити такий трибунал. У листопаді 2022 року Парламентська асамблея НАТО визнала Російську Федерацію терористичною організацією та закликала міжнародне співтовариство «вжити колективних дій щодо створення міжнародного трибуналу для переслідування злочину агресії, вчиненого Росією під час її війни проти України». У листопаді 2022 року Європейська комісія заявила, що ЄС працюватиме над створенням спеціального кримінального трибуналу для розслідування та судового переслідування злочину агресії Росії. У тому ж місяці Європейський парламент також назвав Росію державою-спонсором тероризму, посилаючись на напади на цивільне населення, воєнні злочини та звірства.

## Спецтрибунал в системі міжнародного кримінального права

### Юрисдикція Спецтрибуналу

#### Предметна (матеріальна) юрисдикція
Спеціальний трибунал має мандат на розслідування злочину агресії, скоєного проти України.  Оскільки МКС здатен розслідувати та відправляти правосуддя винятково за три групи злочинів: воєнні злочини, злочин геноциду та злочини проти людства, то Спеціальний трибунал має заповнити т. зв. юрисдикційну прогалину в цьому питанні. Також вважається, що саме обмеженням матеріальної юрисдикції Спецтрибуналу до злочину агресії вирішується питання комплементарності системи міжнародних судових органів щодо російського вторгнення. 
Обсяг злочинів, що може розслідувати Спецтрибунал, покликаний також забезпечити цільове використання коштів, які залучаються для організації розслідування. Агресія — злочин лідерського характеру, а відтак, коло підозрюваних доволі вузьке, а тих, хто опиниться на лаві підсудних, — ще менше. Водночас, наприклад, воєнні злочини можуть бути скоєні військовослужбовцями окупаційної армії росії, їхня кількість тягне за собою використання великого грошового ресурсу для збору доказів щодо кожної окремої справи.
Також у МКС існує система залучення свідків та безпосередніх жертв воєнних злочинів, а відтак — їм можливо визначити компенсації за нанесені збитки. Щодо злочину агресії таку процедуру застосувати неможливо, оскільки він є злочином не персонального, а загального характеру. Себто він спрямований на те, щоб знищити ідеї української державності, української нації, національного суверенітету та національної самосвідомості, а не на завдання шкоди конкретній особі.

#### Територіальна (просторова) юрисдикція
Питання територіальної юрисдикції пов'язане з територією держави, на якій злочин агресії було вчинено, а також громадянством злочинців.
Оскільки міжнародно визнано, що саме Україна є державою, що постраждала від злочину агресії, то територіальна юрисдикція Спецтрибуналу має поширюватись на всю її територію (суходіл, територіальні води, морські та повітряні судна під прапором України та ін.)
Наразі точно відомо, що Спецтрибунал може розслідувати злочин агресії, який був вчинений громадянами росії. Щодо т. зв. «тройки» — президента, прем'єр-міністра та міністра закордонних справ росії - переслідування має бути відтерміноване до припинення ними своїх повноважень. Однак не виключається, що у зв'язку з визнанням Білорусі державою-співучасницею злочину агресії , відповідні положення не будуть застосовуватись щодо політичних та військових діячів режиму О. Лукашенка.

#### Часова (темпоральна) юрисдикція
Питання щодо того, з якого часу російська агресія вважається злочином проти України, залишається на сьогодні відкритим для вирішення у Статуті Спецтрибуналу. Строки давності щодо злочину агресії не мають застосовуватись відповідно до практики МКС. Себто правосуддя має бути відправлено щодо злочинців незалежно від того, скільки пройшло часу після виявлення їхньої провини чи встановлення факту їхньої участі у вчиненні злочину агресії. Щодо точки відліку (моменту початку) агресії, то ця проблема важлива з точки зору застосування принципів nullum crimen sine lege (лат. — нема злочину без закону) та nulla poena sine lege (лат. — нема покарання без закону), оскільки у різні моменти часу існує різне коло злочинців. Наразі існує два основних підходи щодо визначення початку агресії як злочину:
- лютий 2014 року — початок російського вторгнення на сході України та окупація АР Крим. → Резолюція ГА ООН № 68/262; Резолюція ПАРЄ № 1998 (2014)[28].
- лютий 2022 року — початок повномасштабного вторгнення росії в Україну (в тому числі з території Республіки Білорусь). → Резолюція ГА ООН № A/RES/ES-11/1. [29]

У цьому стосунку варто згадати, що за Римським Статутом МКС не може розслідувати злочин агресії, якщо вона почалась до 1 січня 2017. 
Також висловлюється думка, що часова юрисдикція Спецтрибуналу також повинна враховувати компетенцію трибуналу, встановлювати індивідуальну кримінальну відповідальність за планування та підготовку будь-якого акту агресії. Якщо дата вчинення конкретного акту агресії підпадає під юрисдикцію трибуналу, слід розглянути, чи достатньою мірою часова юрисдикція охоплює планування та підготовку цього конкретного акту. 

#### Персональна юрисдикція
Міжнародне кримінальне право визнає суб'єктами злочинів (злочинцями), як правило, виключно фізичних осіб. Вимоги щодо особливостей пов'язаних із ними (наприклад, набуття певного віку, як за Римським Статутом, у 18 років). Отже, мова йде про суд над фізичними особами, а не державою. Таке розмежування проведено за принципом комплементарної юрисдикції Міжнародного Суду ООН. Останній вже прийняв позов від України щодо звинувачень у порушенні Конвенції про запобігання злочину геноциду та покарання за нього.
Злочин агресії має т. зв. «застереження про лідерство», оскільки вважається, що він може бути вчинений тільки політичним чи військовим керівництвом певної держави. Відтак, вказана «тройка», а також інші керівники державних органів влади росії (можливо, й Білорусі) можуть бути притягнені до відповідальності. 
МКС вже видав ордери на арешт в. в. путіна та м. о. львової-бєлової у справі про депортацію українських дітей. Також МКС вже розпорядився щодо арештів деяких керманичів військових відомств — командувача дальньої авіації повітряно-космічних сил рф с. і. кобилаша і командувача чорноморського флоту росії в. м. соколова. Суд звинуватив кобилаша, зокрема, у нанесенні ударів по енергетичній інфраструктурі України у жовтні 2022 року. МКС видав ордери на арешт колишнього міністра оборони РФ Шойгу Сергія та начальника генштабу РФ Герасимова Валерія. Палата досудового розслідування II вважає, що існують достатні підстави вважати, що обидва підозрюваних несуть відповідальність за ракетні удари, завдані російськими збройними силами по українській електричній інфраструктурі.